# Philipp von Hellingrath
Philipp von Hellingrath (München, 22 februari 1862 – aldaar op 13 december 1939), was een Duits officier die in het Beierse leger diende. Hij werd generaal bij de cavalerie.
Deze zoon van luitenant-generaal Friedrich von Hellingrath, een Beierse kamerheer, en Luise von Brand zu Neidstein trad als 18-jarige toe tot het Ie Zware Regiment Cavalerie "Prinz Karl von Bayern", de dragonders. In 1896 huwde hij Mathilde Reisner Freiin von Lichternstern. Het echtpaar had een zoon en een dochter.
In 1892 was de jonge luitenant v. Hellingrath enige tijd "Hofkavalier" van Prins Karl Theodor Herzog in Bayern. Philipp von Hellingrath trad in 1902 toe tot de Beierse Generale Staf. Vlak voor het uitbreken van de Eerste Wereldoorlog was kolonel v. Hellingrath tot generaal bevorderd. Hij had het commando over het VIe Beierse cavaleriecorps in Regensburg. De generaal-majoor von Hellingrath kreeg opdracht om als inspecteur van het VIe Leger onder kroonprins Rupprecht van Beieren de verbindingen te organiseren. Na drie maanden werd hij bevorderd tot luitenant-generaal en verbindingsofficier op het Duitse hoofdkwartier in Charleville-Mézières. Daar behoorde hij tot de staf van de Duitse Oberste Kriegsherr keizer Wilhelm II. In 1915 werd von Hellingrath aan het Oostfront de opvolger van Generaal Otto von Stetten als bevelhebber van de Beierse cavalerie aan het Russische front. Hij onderscheidde zich als een van de bekwaamste cavaleristen in de Eerste Wereldoorlog. Anders dan aan het statische westelijke front met zijn loopgraven en machinegeweren kon de cavalerie in de uitgestrekte vlakten van Rusland nog wél opereren. In 1915 won hij bij Schaulen het ridderkruis van de Militaire Max Jozef-Orde. Voor zijn standvastigheid in de zware gevechten tegen een Russische overmacht aan de rivier de Stochod tussen Toboly en Sedlischtsche ontving Philipp von Hellingrath het zelden toegekende commandeurskruis van de Militaire Max Joseph-Orde.
In december 1916, toen de oorlog voor Duitsland en de centrale mogendheden nog te winnen leek, werd Philipp von Hellingrath teruggeroepen naar München. De militairen hadden tegen deze tijd de macht in Duitsland stevig in handen, de keizer en de politici lieten het initiatief over aan de kaste van officieren. Zo werd niet een burger maar een militair verantwoordelijk voor het Beierse leger.
Als opvolger van de Beierse minister van Oorlog Otto Kreß von Kressenstein vertegenwoordigde hij zijn land ook bij de rijksregering in Berlijn. De Beierse koning en zijn regering werden in november 1918 gedwongen af te treden. Op 25 november 1918 werd generaal von Hellingrath gepensioneerd. Na de val van de Beierse monarchie trok Philipp von Hellingrath zich uit het openbare leven terug.

## Onderscheidingen
De Duitse keizer onderscheidde hem met de Ie Klasse, een grootkruis, van de Orde van de Rode Adelaar met de Zwaarden. Het was een bevordering, op 7 juni 1914 had hij de IIe Klasse al gekregen. Philipp von Hellingrath droeg ook het IJzeren Kruis Ie en IIe Klasse. In 1915 kreeg hij van de Beierse koning het Ridderkruis van de Militaire Max Joseph-Orde en op 18 augustus 1918 werd hij Commandeur in deze exclusieve Beierse orde.

## Militaire loopbaan
- Portepéefähnrich: 26 februari 1881[2]
- Secondleutnant: 23 november 1882[2]
- Premierleutnant: 24 april 1892[2]
- Hauptmann: 17 maart 1897[2]
- Major: 23 oktober 1903[2]
- Oberstleutnant: 8 maart 1907[2]
- Oberst: 9 maart 1909[2]
- Generalmajor: 7 maart 1912[2]
- Generalleutnant: 10 september 1914[2]
- General der Kavallerie: 28 mei 1918[2]
- Disposition gestellt: 25 november 1918[2]

## Dienst stellingen
- 4 augustus 1880 1. Schweres Reiter-Regiment ,,Prinz Karl von Bayern” - München[2]
- 23 november 1882 2. Ulanen-Regiment ,,König” - Ansbach[2]
- 1 oktober 1887 Bayerische Kriegsakademie - München[2]
- oktober 1890 2. Ulanen-Regiment ,,König” - Ansbach[2]
- 29 januari 1892 Hofkavalier in Court of Karl Theodor Herzog in Beieren[2]
- 15 december 1892 2. Ulanen-Regiment ,,König” - Ansbach[2]
- 18 oktober 1893 4. Königlich Bayerische Kavallerie-Brigade - Bamberg  (Adjutant)[2]
- 27 september 1899 1. Chevaulegers-Regiment ,,Kaiser Nikolaus von Rußland” - Nürnberg  (Squadron Cdr)[2]
- 8 juni 1902 3. Königlich Bayerische Infanterie-Division - Landau , bij de staf van von Rittmann's[2]
- 1905 Bayerischer Generalstab -  München  (Zentralstelle)[2]
- 1905 II. Königlich Bayerisches Armeekorps - Würzburg, bij de staf van Reichlin von Meldegg's[2]
- 25 januari 1907 4. Chevaulegers-Regiment ,,König” - Augsburg  (Cdr)[2]
- 4 december 1909 3. Königlich Bayerische Kavallerie-Brigade - Dieuze  (Cdr)[2]
- 25 februari 1914 6. Königlich Bayerische Kavallerie-Brigade - Regensburg  (Cdr)[2]

## Bevel tijdens de Eerste Wereldoorlog
- 1 augustus 1914   6. Armee, Inspekteur der Etappen-Inspektion[2]
- 5 november 1914 Oberste Heeresleitung - Charleville-Mézières, Fr  verving von Wenninger[2]
- 10 maart 1915      Königlich Bayerische Kavallerie-Division  (Cdr), vervangen door von Stetten[2]
- 11 december 1916 Bayerisches Kriegsministerium - München, verving Otto Kreß von Kressenstein[2]

## Honoraire benoeming
- À la suite bij het vierde Garde-Regiment zu Fuß